# 埼玉県道133号上尾停車場線

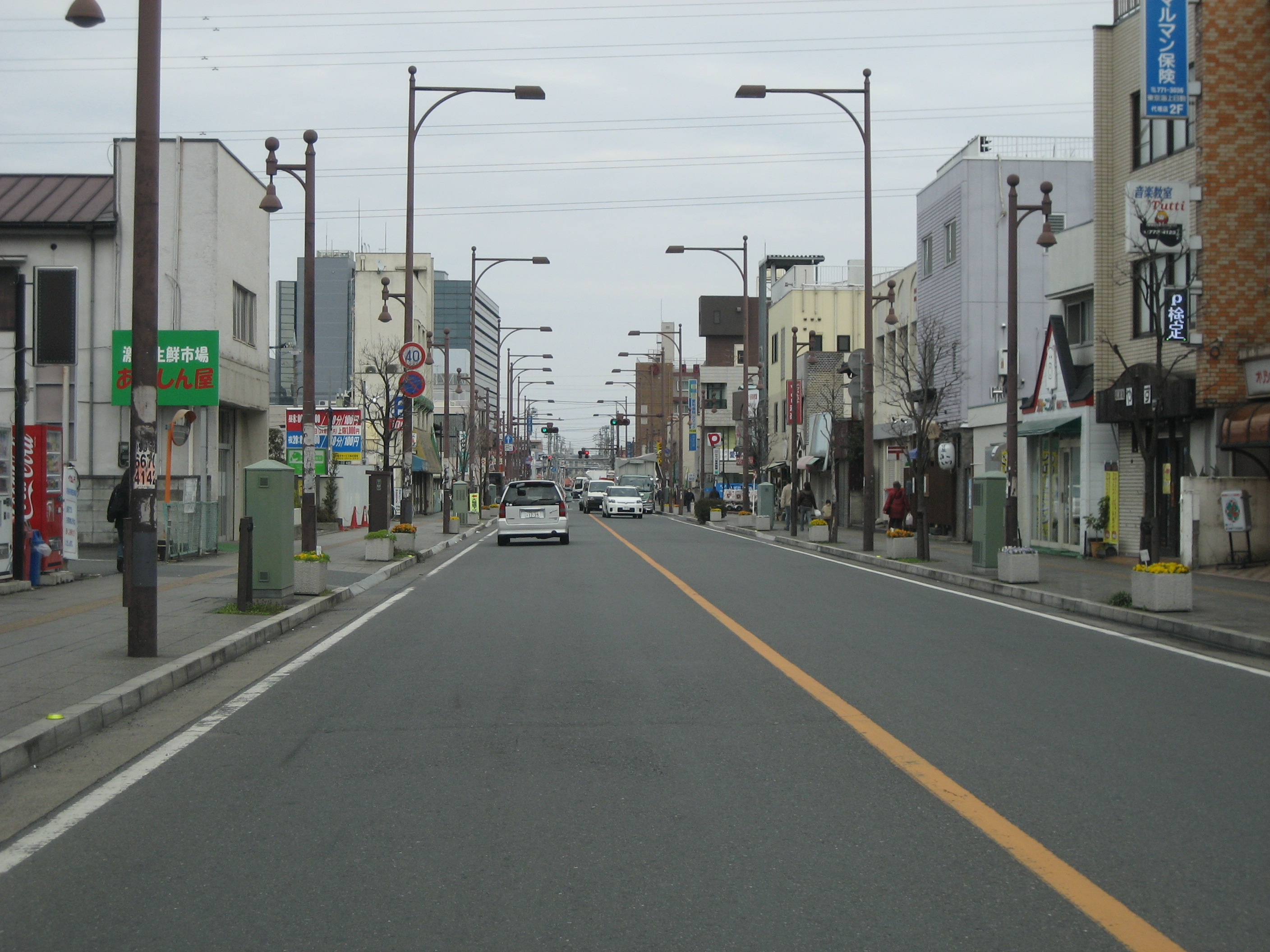
国道17号線方面

埼玉県道133号上尾停車場線（さいたまけんどう133ごう あげおていしゃじょうせん）は、埼玉県上尾市地区に設定されている都道府県道である。
この道路と埼玉県道150号上尾蓮田線の一部とをあわせて、「市役所通り」という道路愛称がつけられている。

## 路線概要
- 起点：上尾停車場
- 終点：国道17号交点（上尾市役所前交差点）
- 総距離：437m

## 歴史
- 1929年（昭和4年） - 上尾駅前から中山道交差点までが開通する[1]。それまでは氷川鍬神社脇の道が利用されていた[2]。
- 1964年（昭和39年） - 中仙道交差点から国道17号（大宮バイパス）までが開通し、路線名を県道上尾停車場線とする[1]。また、県道150号上尾蓮田線を当路線と一体整備する。

## 通過する自治体
- 埼玉県
  - 上尾市

## 交通量
平日24時間交通量（平成27年度道路交通センサス）
- 1万5015台/日

## 接続・交差する主な道路
| 交差する道路                     | 交差点名     | 所在地 | 所在地 | 最高速度 (km/h) |
| -------------------------------- | ------------ | ------ | ------ | --------------- |
| 埼玉県道164号鴻巣桶川さいたま線  | 上尾駅東口   | 上尾市 | 宮本町 | 40              |
| 国道17号                         | 上尾市役所前 | 上尾市 | 宮本町 | 40              |
| 埼玉県道150号上尾蓮田線 蓮田方面 |              |        |        |                 |

## 沿道の施設等
- アリコベール上尾
- ベルーナ本社
- 宮本町郵便局
- JA上尾市
- 上尾市役所